# سانچو رامیرس
سانچو رامیرس پادشاه آراگون میان سال‌های ۱۰۶۳ تا ۱۰۹۴ میلادی بود. او همچنین از ۱۰۷۶ با عنوان سانچوی پنجم پادشاه پامپلونا هم بود. سانچو بزرگترین پسر رامیروی یکم بود.